# Lissocraspeda eremoea
Lissocraspeda eremoea là một loài bướm đêm trong họ Geometridae.